# Dijamant
Mineral dijamant je alotropska modifikacija ugljika.
Dijamant je najtvrđi mineral u prirodi. Dijamant ima najveću temperaturu tališta (3820 K ili 3547 °C), toplinsku vodljivost i najnižu molarnu entropiju (2,4 J mol-1 K-1) od bilo kojeg elemeta. Isparava na 4200°C. Ta su svojstva dijamanta uzrokovana njegovom strukturom, u kojoj je svaki ugljikov atom jakom kovalentnom vezom povezan s četirima susjednim ugljikovim atomima. Zbog istog razloga dijamant nije topljiv u vodi, kao ni u organskim otapalima. 
Na Mohsovoj skali tvrdoće zauzima najviše mjesto s tvrdoćom broj 10.
Pri atmosferskom tlaku i sobnoj temperaturi, dijamant je termodinamički nestabilan, te se konvertira u grafit, ali ta konverzija je toliko spora da se dijamant smatra kinetički stabilnom supstancom. Grafit i dijamant su u ravnoteži pri 300 K na oko 15000 atmosfera.
U prirodi dolazi u obliku dvije polimorfne modifikacije: kubični i heksagonski dijamant.

## Vrste

### Sintetički dijamanti
Sintetički dijamanti ozbiljno ugrožavaju tržište prirodnih dijamanata.
Odlikuju ih iste karakteristike kao prirodne dijamante, veća čistoća i bolja boja. Uz to nekoliko su puta jeftiniji te se kupci sve češće odlučuju za kupnju sintetičkih dijamanata.
U početku su se proizvodili žuti sintetički dijamanti koji su bili 3 puta jeftiniji od prirodnih. Sadržavali su kao i prirodni 100% ugljika, ali se bili izrazito žute boje i proizvodnja je tekla sporo jer se odvijala u malim komorama pod visokim tlakom. Nakon toga američki istraživači su došli do revolucionarnog otkrića proizvodnje dijamanata laserskom fragmentacijom prirodnog plina (metana). Takvom proizvodnjom se dobivaju dijamanti savršene boje D i čistoće FL, a sam proces se odvija jako brzo te je cijena dijamanata izrazito povoljna. Ali takvi dijamanti sadrže samo 90% ugljika te ih neki stručnjaci ne svrstavaju u kategoriju dijamanata već samo dragog kamenja jer nemaju sve karakteristike prirodnog dijamanta te je lako utvrditi da se ne radi o prirodnom dijamantu.
U svijetu se takvi dijamanti proizvode u dvije tvornice (Amerika i Kina) a dijamanti su poznati pod nazivom "Grown Diamond".

### Kubični dijamant
Ova modifikacija dijamanta je jedna od najpoznatijih jer se prirodni dijamant gotovo isključivo pojavljuje u ovoj modifikaciji. Kubični dijamant nastaje u plinskim vulkanima (maar-ovima), naglim pothlađivanjem eruptivnog materijala koji je bio izložen ekstremnim tlakovima. To su ujedno i jedina primarna prirodna ležišta dijamanata. Kubični dijamant kristalizira u obliku dijamantne rešetke. U prirodi se nalazi u kristalima oblika oktaedra. Dijamant je kemijski puno inertniji od bilo koje modifikacije kristaliničnog grafita. Dijamant se može zapaliti u zraku, ako se zagrije na 600 do 800 ºC.

### Heksagonski dijamant
Heksagonski dijamant (lonsadaleit) je nestabilnija polimorfna modifikacija dijamanta. Heksagonski dijamant nastaje u mikroskopskim količinama prilikom udara meteora u zemlju. Heksagonski dijamant je sintetiziran umjetnim putem.

## Upotreba
Posebnim načinom brušenja prozirnih i bezbojnih dijamanata dobiva se brilijant koji se koristi u izradi nakita. Poliranje se izvodi dijamantnom prašinom. Samo rijetki dijamanti imaju dovoljnu kvalitetu za dobivanje brilijanta. 
Danas se oko 40% industrijskih dijamanata dobiva umjetnim putem. Umjetni dijamanti se mogu proizvesti i za dobivanje brilijanta, ali su ekonomski neisplativi.
Briljanti se upotrebljavaju u izradbi skupocjenog nakita.
Najveći svjetski proizvođači dijamanata su Australija, Rusija i Južnoafrička Republika.
Dijamanti koji nisu prikladni za izradu nakita također imaju značajnu industrijsku primjenu. Zbog svoje se iznimne tvrdoće dijamant rabi za izradu različitih alata. Dijamanti se ugrađuju u razne oštrice te u vrhove bušilica te tako povećavaju snagu rezanja i bušenja. Dijamante možemo pronaći i u finim alatima za preciznu gravuru, a dijamantna se prašina uporabljava za brušenje i poliranje raznih površina.
Dijamant se rabi i kao poluvodička presvlaka za mikročipove, kao optički element u laserima, za izradu visokokvalitetnih zvučnika te mikroležajeva niskoga trenja u malim sustavima kao što su, primjerice, ručni satovi.

## Boje dijamanta
Dijamanti variraju u boji, a najčešća boja dijamanta nije prozirna kao što većina ljudi misli, već je naprotiv većina dijamanata smeđa ili žuta. 
Obojenost može biti uzrokovana tzv. kristalografskim defektima - malom količinom nečistoća u sastavu dijamanta ili strukturnim nepravilnostima.
Dijamanti mogu čak biti i crne boje, iako ovdje valja istaknuti kako nema dijamanta koji bi bio potpuno crn jer crni dijamant je crn zbog mnoštva iluzija koje mu daju taj tamni izgled. 
Čistim dijamantima se nazivaju samo bezbojni i prozirni dijamanti, a svi "obojani" dijamanti nisu potpuno čisti dijamanti već imaju određenu razinu i vrstu nečistoća koje im daju specifičnu boju. Tako primjerice žuti dijamanti, koji su inače i najčešća boja dijamanata imaju u sebi određenu količinu dušika koja je odgovorna za tu žutu boju, a intenzitet žute boje ovisi o tipu i koncentraciji dušika sadržanoj u dijamantu.
Klasifikacija dijamanata po boji obično ima ljestvicu stupnjevanja koja ide od slova "D" što označava dijamant bez boje pa sve do slova "Z" koji znači svjetlo žutu boju. Tu klasifikaciju postavio je Američki geološki institut (GIA).
Još neke boje dijamanta su ružičasti, crveni, plavi, zeleni.
Vrijednost dijamanata određuju čistoća i boja.
Najvrjedniji su dijamanti boje D (savršeno bijeli), a vrijednost im opada prema slovu Z (žuti).

## Zanimljivosti
Najveći ikad iskopani dijamant je tzv. Cullinan i imao je masu 621,35 g. Izrezan je u devet različitih dijamanata, koji su u vlasništvu engleske kraljevske obitelji.
Grad Nördlingen u Bavarskoj izgrađen je od kamena koji sadržava milijune sićušnih dijamanata, promjera manjeg od 0,2 mm. Dijamanti su nastali kada je prije 15 milijuna godina to područje udario meteor promjera 1,5 km.